# متیستیسین
متیستیسین (به انگلیسی: Methysticin) یک ترکیب شیمیایی با شناسه پاب‌کم ۵۲۸۱۵۶۷ است. 